# Scorpiops yagmuri
Espèce
Scorpiops furai est une espèce de scorpions de la famille des Scorpiopidae.

## Distribution
Cette espèce est endémique du Khyber Pakhtunkhwa au Pakistan. Elle se rencontre vers Matta.

## Description
Le mâle holotype mesure 43,16 mm et la femelle paratype 46,24 mm.

## Étymologie
Cette espèce est nommée en l'honneur d'Ersen Aydın Yağmur.

## Publication originale
- Kovařík, 2020 : Nine new species of Scorpiops Peters, 1861 (Scorpiones: Scorpiopidae) from China, India, Nepal, and Pakistan. Euscorpius, no 302, p. 1-43 (texte intégral).